# Bernhard Heck
Bernhard Heck (* 14. April 1951 in Au am Rhein) ist ein deutscher Geodät und Hochschulprofessor für Geodäsie am Karlsruher Institut für Technologie (KIT).
Heck studierte Vermessungswesen in Karlsruhe, wo er 1974 zum Diplom-Ingenieur und 1979 zum Dr.-Ing. graduiert wurde. Von 1974 bis 1985 arbeitete er als Forschungsassistent in Karlsruhe und Stuttgart, wo er sich 1984 habilitierte.
Nach Forschungsaufenthalten an technischen Departements in Delft und der Ohio State University wurde er 1991 als o. Prof. für Physikalische und Satellitengeodäsie ans Geodätische Institut der Universität (früher TH) Karlsruhe berufen.